# Tang Thực
Tang Thực (chữ Hán giản thể: 桑植县) là một huyện thuộc địa cấp thị Trương Gia Giới tỉnh Hồ Nam Cộng hòa Nhân dân Trung Hoa. Huyện này có diện tích 3474 ki-lô-mét vuông, dân số năm 2004 là 430.762 người. Mã số bưu chính là 4271xx, mã vùng điện thoại. Chính quyền huyện đóng ở trấn Lễ Nguyên. Về mặt hành chính, huyện này được chia thành 8 trấn, 4 hương và 4 hương dân tộc.
- Trấn: Lễ Nguyên, Lợi Phúc Tháp, Quan Địa Bình, Lương Thủy Khẩu, Long Đàm Bình, Trần Gia Hà, Ngũ Đạo Thủy và Liêu Gia Thôn.
- Hương: Sa Tháp Bình, Hà Khẩu, Thượng Hà Khê và Nhân Triều Khê.
- Hương dân tộc Bạch: Hồng Gia, Thụy Tháp Phố, Trúc Diệp Bình, Mã Hợp Khẩu.

## Khí hậu
| Dữ liệu khí hậu của Tang Thực, elevation 322 m (1.056 ft), (1991–2020 normals, extremes 1981–present) | Dữ liệu khí hậu của Tang Thực, elevation 322 m (1.056 ft), (1991–2020 normals, extremes 1981–present) | Dữ liệu khí hậu của Tang Thực, elevation 322 m (1.056 ft), (1991–2020 normals, extremes 1981–present) | Dữ liệu khí hậu của Tang Thực, elevation 322 m (1.056 ft), (1991–2020 normals, extremes 1981–present) | Dữ liệu khí hậu của Tang Thực, elevation 322 m (1.056 ft), (1991–2020 normals, extremes 1981–present) | Dữ liệu khí hậu của Tang Thực, elevation 322 m (1.056 ft), (1991–2020 normals, extremes 1981–present) | Dữ liệu khí hậu của Tang Thực, elevation 322 m (1.056 ft), (1991–2020 normals, extremes 1981–present) | Dữ liệu khí hậu của Tang Thực, elevation 322 m (1.056 ft), (1991–2020 normals, extremes 1981–present) | Dữ liệu khí hậu của Tang Thực, elevation 322 m (1.056 ft), (1991–2020 normals, extremes 1981–present) | Dữ liệu khí hậu của Tang Thực, elevation 322 m (1.056 ft), (1991–2020 normals, extremes 1981–present) | Dữ liệu khí hậu của Tang Thực, elevation 322 m (1.056 ft), (1991–2020 normals, extremes 1981–present) | Dữ liệu khí hậu của Tang Thực, elevation 322 m (1.056 ft), (1991–2020 normals, extremes 1981–present) | Dữ liệu khí hậu của Tang Thực, elevation 322 m (1.056 ft), (1991–2020 normals, extremes 1981–present) | Dữ liệu khí hậu của Tang Thực, elevation 322 m (1.056 ft), (1991–2020 normals, extremes 1981–present) |
| Tháng                                                                                                 | 1 | 2 | 3 | 4 | 5 | 6 | 7 | 8 | 9 | 10 | 11 | 12 | Năm                                                                                                   |
| --- | --- | --- | --- | --- | --- | --- | --- | --- | --- | --- | --- | --- | --- |
| Cao kỉ lục °C (°F)                                                                                    | 21.3 (70.3)                                                                                           | 27.8 (82.0)                                                                                           | 33.4 (92.1)                                                                                           | 36.4 (97.5)                                                                                           | 35.8 (96.4)                                                                                           | 38.1 (100.6)                                                                                          | 39.6 (103.3)                                                                                          | 40.7 (105.3)                                                                                          | 37.7 (99.9)                                                                                           | 34.2 (93.6)                                                                                           | 28.5 (83.3)                                                                                           | 22.5 (72.5)                                                                                           | 40.7 (105.3)                                                                                          |
| Trung bình ngày tối đa °C (°F)                                                                        | 8.7 (47.7)                                                                                            | 11.4 (52.5)                                                                                           | 16.3 (61.3)                                                                                           | 22.5 (72.5)                                                                                           | 26.4 (79.5)                                                                                           | 29.3 (84.7)                                                                                           | 32.2 (90.0)                                                                                           | 32.5 (90.5)                                                                                           | 28.2 (82.8)                                                                                           | 22.2 (72.0)                                                                                           | 16.9 (62.4)                                                                                           | 11.2 (52.2)                                                                                           | 21.5 (70.7)                                                                                           |
| Trung bình ngày °C (°F)                                                                               | 4.9 (40.8)                                                                                            | 7.2 (45.0)                                                                                            | 11.3 (52.3)                                                                                           | 16.8 (62.2)                                                                                           | 21.0 (69.8)                                                                                           | 24.4 (75.9)                                                                                           | 26.9 (80.4)                                                                                           | 26.8 (80.2)                                                                                           | 22.8 (73.0)                                                                                           | 17.2 (63.0)                                                                                           | 12.0 (53.6)                                                                                           | 7.0 (44.6)                                                                                            | 16.5 (61.7)                                                                                           |
| Tối thiểu trung bình ngày °C (°F)                                                                     | 2.3 (36.1)                                                                                            | 4.2 (39.6)                                                                                            | 7.7 (45.9)                                                                                            | 12.8 (55.0)                                                                                           | 17.2 (63.0)                                                                                           | 20.9 (69.6)                                                                                           | 23.3 (73.9)                                                                                           | 22.9 (73.2)                                                                                           | 19.2 (66.6)                                                                                           | 14.1 (57.4)                                                                                           | 8.9 (48.0)                                                                                            | 4.0 (39.2)                                                                                            | 13.1 (55.6)                                                                                           |
| Thấp kỉ lục °C (°F)                                                                                   | −5.6 (21.9)                                                                                           | −4.4 (24.1)                                                                                           | −1.2 (29.8)                                                                                           | 2.2 (36.0)                                                                                            | 9.5 (49.1)                                                                                            | 12.0 (53.6)                                                                                           | 17.0 (62.6)                                                                                           | 14.8 (58.6)                                                                                           | 12.0 (53.6)                                                                                           | 4.7 (40.5)                                                                                            | −1.8 (28.8)                                                                                           | −4.2 (24.4)                                                                                           | −5.6 (21.9)                                                                                           |
| Lượng Giáng thủy trung bình mm (inches)                                                               | 40.8 (1.61)                                                                                           | 49.6 (1.95)                                                                                           | 73.8 (2.91)                                                                                           | 130.4 (5.13)                                                                                          | 199.4 (7.85)                                                                                          | 244.9 (9.64)                                                                                          | 261.8 (10.31)                                                                                         | 143.2 (5.64)                                                                                          | 107.0 (4.21)                                                                                          | 101.5 (4.00)                                                                                          | 64.2 (2.53)                                                                                           | 24.6 (0.97)                                                                                           | 1.441,2 (56.75)                                                                                       |
| Số ngày giáng thủy trung bình (≥ 0.1 mm)                                                              | 11.5                                                                                                  | 11.8                                                                                                  | 14.1                                                                                                  | 14.8                                                                                                  | 16.6                                                                                                  | 15.9                                                                                                  | 15.1                                                                                                  | 12.5                                                                                                  | 11.0                                                                                                  | 13.1                                                                                                  | 11.8                                                                                                  | 9.8                                                                                                   | 158                                                                                                   |
| Số ngày tuyết rơi trung bình                                                                          | 5.3                                                                                                   | 2.5                                                                                                   | 1.1                                                                                                   | 0 | 0 | 0 | 0 | 0 | 0 | 0 | 0.2                                                                                                   | 1.4                                                                                                   | 10.5                                                                                                  |
| Độ ẩm tương đối trung bình (%)                                                                        | 78 | 76 | 76 | 77 | 80 | 82 | 81 | 78 | 78 | 81 | 81 | 77 | 79 |
| Số giờ nắng trung bình tháng                                                                          | 46.9                                                                                                  | 49.2                                                                                                  | 73.5                                                                                                  | 98.3                                                                                                  | 105.2                                                                                                 | 98.6                                                                                                  | 150.3                                                                                                 | 164.1                                                                                                 | 111.7                                                                                                 | 84.2                                                                                                  | 71.6                                                                                                  | 57.8                                                                                                  | 1.111,4                                                                                               |
| Phần trăm nắng có thể                                                                                 | 14 | 15 | 20 | 25 | 25 | 24 | 35 | 41 | 30 | 24 | 22 | 18 | 24 |
| Nguồn: China Meteorological Administration                                                            | | | | | | | | | | | | | |